# The Pest (film, 1917)
Pour les articles homonymes, voir Pest.
Pour plus de détails, voir Fiche technique et Distribution.
The Pest est un film muet américain réalisé par Arvid E. Gillstrom et sorti en 1917.

## Fiche technique
- Titre : The Pest
- Réalisation : Arvid E. Gillstrom
- Scénario :
- Photographie :
- Montage :
- Producteur : Louis Burstein
- Société de production : King Bee Studios
- Pays de production :  États-Unis
- Langue : intertitres en anglais
- Format : Noir et blanc — 35 mm — 1,33:1 — Son : Muet
- Genre : Comédie
- Durée : 20 minutes
- Date de sortie :
  - États-Unis : 15 novembre 1917

## Distribution
- Billy West : The Pest
- Oliver Hardy :
- Ethelyn Gibson :
- Bud Ross : Le groom
- Leo White : Le comte